# تاکاهاتا، یاماگاتا
تاکاهاتا، یاماگاتا (به لاتین: Takahata, Yamagata) یک منطقهٔ مسکونی در ژاپن است که در Higashiokitama District واقع شده‌است. تاکاهاتا ۱۸۰٫۲۶ کیلومترمربع مساحت و ۲۳٬۷۵۵ نفر جمعیت دارد.